# Identitätskrise
Eine Identitätskrise ist eine Krise, die durch ein unsicheres Selbstbild verursacht wird und dazu führt, dass die Wahrnehmung der Identität hinterfragt wird. Betroffene hinterfragen hierbei ihre eigene Identität und die Identifikation mit dieser, welche sich meist auf die eigenen Handlungen, Charaktereigenschaften, Meinungen und das gewählte soziale Umfeld bezieht. Einer Identitätskrise kann ein (befürchteter) Identitätsverlust zu Grunde liegen, welcher zum Beispiel durch ein traumatisches Ereignis, eine seelische Erschütterung oder (psychische) Krankheiten ausgelöst wird. Eine Identitätskrise kann zum Beispiel durch persönliche, berufliche, religiöse, politische bzw. weltanschauliche Veränderungen oder Umorientierung auftreten. Neben Einzelpersonen wird der Begriff auch für einzelne Organisationen oder Gruppen verwendet (zum Beispiel religiöse oder politische Gruppierungen oder Länder).

## Erklärungsansätze
Ursachen sind zum Beispiel Selbstzweifel, allgemeine Unzufriedenheit, das Nicht-Finden eines möglichen Sinnes, Ängste vor der Zukunft, traumatische Erschütterungen und nostalgische Sehnsucht. Auch tiefgreifende Umbrüche im Leben, der Beginn eines neuen Lebensabschnitts, einer veränderten Lebenssituation, Verlusterfahrungen, schwere Krankheiten, berufliche oder private Krisen und der Glaube, eine Entwicklungsaufgabe nicht meistern zu können, können zu einer Identitätskrise führen (siehe auch Stufenmodell der psychosozialen Entwicklung). Können die eigenen Erwartungen und die Erwartungen der Umwelt nicht in Einklang gebracht werden und somit seiner Rolle nicht nachgegangen werden, kann es ebenfalls zu einer Identitätskrise kommen. Ein weiterer Grund können kulturelle, religiöse und spirituelle, weltanschauliche, politische, soziale, berufliche, sprachliche oder familiäre Differenzen sein. So können beispielsweise Migranten oder Patchwork Familien in eine Identitätskrise geraten, wenn sie sich nicht zwischen mehreren Kulturen einig werden können. Auch (lange) Isolation von einem Teil der Gesellschaft bzw. einer Kultur oder eine Trennung dieser kann zu einer Identitätskrise führen. Ein Beispiel sind ostdeutsche Jugendliche, die nach der Wiedervereinigung mit der westdeutschen Kultur in Verbindung gerieten. Auch das Fühlen im falschen Geschlecht (Geschlechtsidentitätsstörung) oder die fehlende Identifikation mit Gleichaltrigen kann eine Identitätskrise zur Folge haben.

## Folgen
Eine Identitätskrise kann zu Erscheinungen von Müdigkeit, Lustlosigkeit, Kreislaufstörungen und Magenschmerzen, Schlafstörungen, Stress, Depressionen und Stimmungsschwankungen führen.

## Identitätskrise in der Literatur
Auch in der Literatur ist die Identitätskrise ein häufiges Thema. So stellt Franz Kafka in seinem Buch Die Verwandlung den Identitätsverlust von Gregor Samsa durch die Verwandlung in einen Käfer dar. Auch in Johann Wolfgang von Goethes Verarbeitung des Fauststoffes befindet sich Faust in einer Identitätskrise, da er nicht alles wissen kann und an seinem eigenen Leben zweifelt.